# ریپابلیک اف-۱۰۵ ثاندرچیف
ریپابلیک اف-۱۰۵ ثاندرچیف (به انگلیسی: Republic F-105 Thunderchief) شکاری بمب‌افکن فراصوت نیروی هوایی ایالات متحدهٔ آمریکا بود که در چند سال نخست جنگ ویتنام بیشتر حمله‌های زمینی را در این جنگ انجام می‌داد. این جنگنده، تک‌سرنشینه بود و توانایی حمل جنگ‌افزار هسته‌ای را داشت. اف-۱۰۵ ثاندرچیف در زمان خود جنگنده‌ای بسیار پیچیده بود و همین موضوع باعث شده بود که هزینهٔ تعمیر و نگهداری بسیار بالایی داشته باشد. هر ساعت پرواز این پرنده نیاز به ۱۵۰ نفر نیرو داشت. ورژن دو سرنشینهٔ آن بعداً برای انجام عملیات وایلدویزل یعنی متوقف کردن پدافند هوایی و نابودی سایت‌های موشکی زمین به هوا ساخته شد.

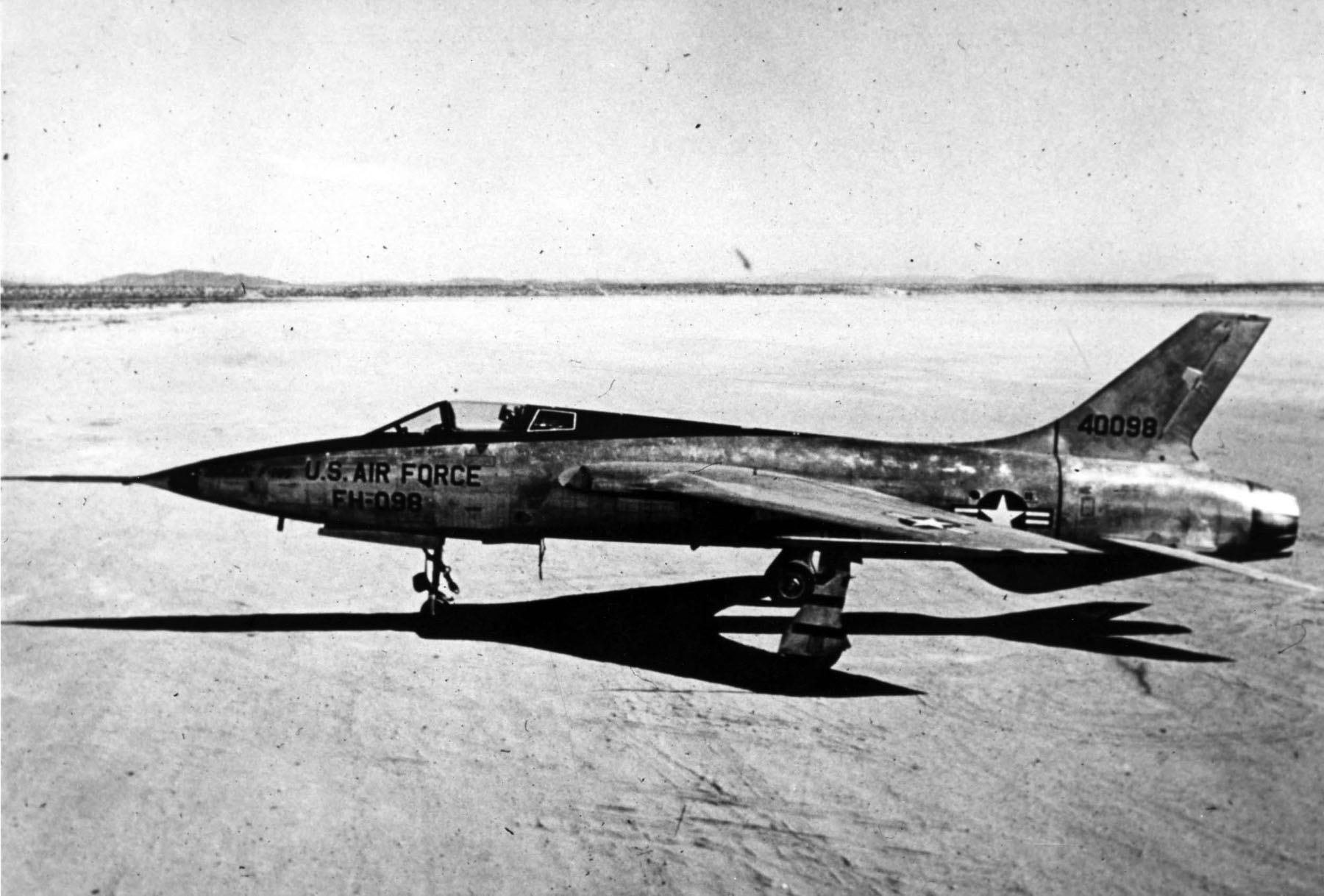
وای اف-۱۰۵، نخستین نمونه از دو نمونهٔ اوّلیهٔ این هواپیما

در مقایسه با جنگندهٔ اف-۱۰۰ که یک ماخ سرعت داشت، اف-۱۰۵ دارای دو ماخ سرعت بود و توانایی حمل موشک و تیربار را داشت. این جنگنده نخستین پرواز خود را در تاریخ ۱۹۵۵ انجام داد و در سال ۱۹۵۸ به خدمت گرفته شد. اف-۱۰۵ نسبت به بمب‌افکن‌های استراتژیک سنگین جنگ جهانی دوم مانند بی-۱۷ فلایینگ فورترس و بی-۲۴ لیبریتور توانایی حمل بمب‌های بیشتری را داشت. اف-۱۰۵ مهم‌ترین بمب‌افکن جنگ ویتنام بود. در طی جنگ ویتنام اف-۱۰۵ بیش از دوهزار سورتی پرواز انجام داد و ۳۸۲ فروند از این جنگنده (تقریباً نیمی از ۸۳۳ فروند تولید شده) سرنگون شد که البته بیشتر آن‌ها به‌وسیلهٔ آتش پدافند دشمن سرنگون شدند. اگرچه این جنگنده نسبت به جنگنده‌های میگ همزمان خود، چابکی کمتری داشت ولی توانست دست‌کم ۲۷ فروند از آن‌ها را در جنگ ویتنام سرنگون کند.
اف-۱۰۵اف و اف-۱۰۵جی نوع دو سرنشینهٔ این جنگنده بودند که برای انجام مأموریت وایلدویزل ساخته شده بودند. دو تن از خلبانان وایلدویزل برای حملهٔ موفقیت‌آمیز به سایت‌های سام در ویتنام شمالی و سرنگون‌سازی دو میگ-۱۷ در همان حمله، موفق به دریافت مدال افتخار شدند. مأموریت وایلدویزل مأموریت خطرناکی بود؛ زیرا جنگنده‌های وایلدویزل باید نخستین هواپیماهایی می‌بودند که وارد منطقه می‌شدند و آخرین هواپیماهایی نیز می‌بودند که از منطقهٔ عملیاتی خارج می‌شدند. آنان باید دفاع هوایی دشمن را زیر فشار می‌گذاشتند تا جنگنده‌های دیگر با موفقیت مأموریت خود برای حمله به اهداف زمینی را به پایان می‌رساندند.

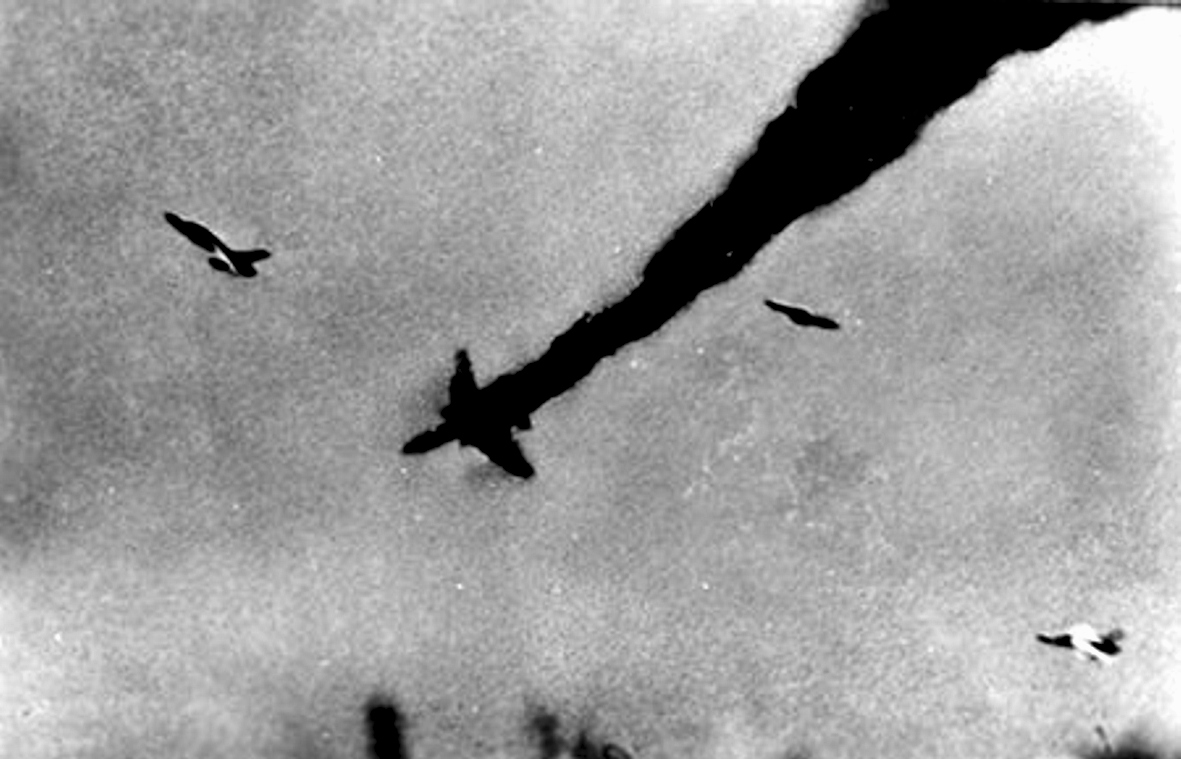
یک جنگندهٔ F-105D Thunderchief نیروی هوایی ایالات متحده آمریکا که در شمال ویتنام توسط موشک سطح‌به‌هوای S-75 Dvina سرنگون شده است.

اف-۱۰۵ بزرگ‌ترین جنگندهٔ تک‌سرنشینه و تک‌موتوره در تاریخ است. وزن آن به بیست و سه تن می‌رسید. این جنگنده در ارتفاع سطح دریا می‌توانست از سرعت صوت و در ارتفاع بالا از سرعت دو ماخ فراتر رود و ۶۴۰۰ کیلوگرم بمب و موشک حمل کند.
بزرگ‌ترین نقش اف-۱۰۵ در جنگ ویتنام، سرکوب پدافند دشمن بود که پس از دادن تلفات سنگین در ابتدای کار با به‌روزرسانی‌هایی که روی آن انجام شد، در ادامه موفق ظاهر گشت و توانست نود درصد از سامانه‌های سام-۲ ساخت شوروی را از کار بیندازد. این جنگنده به عنوان شکاری بمب‌افکن بعداً در طی جنگ ویتنام جای خود را به جنگنده‌های اف-۴ فانتوم ۲ و جنگندهٔ بال متحرک اف-۱۱۱ آردوارک داد ولی مدل‌های سرکوبگر رادار آن تا سال ۱۹۸۴ به خدمت ادامه داد که در این سال جنگندهٔ اف-۴جی (وایلدویزل ۵) جایگزین آن شد.

## ساخت

### مرحلهٔ طراحی

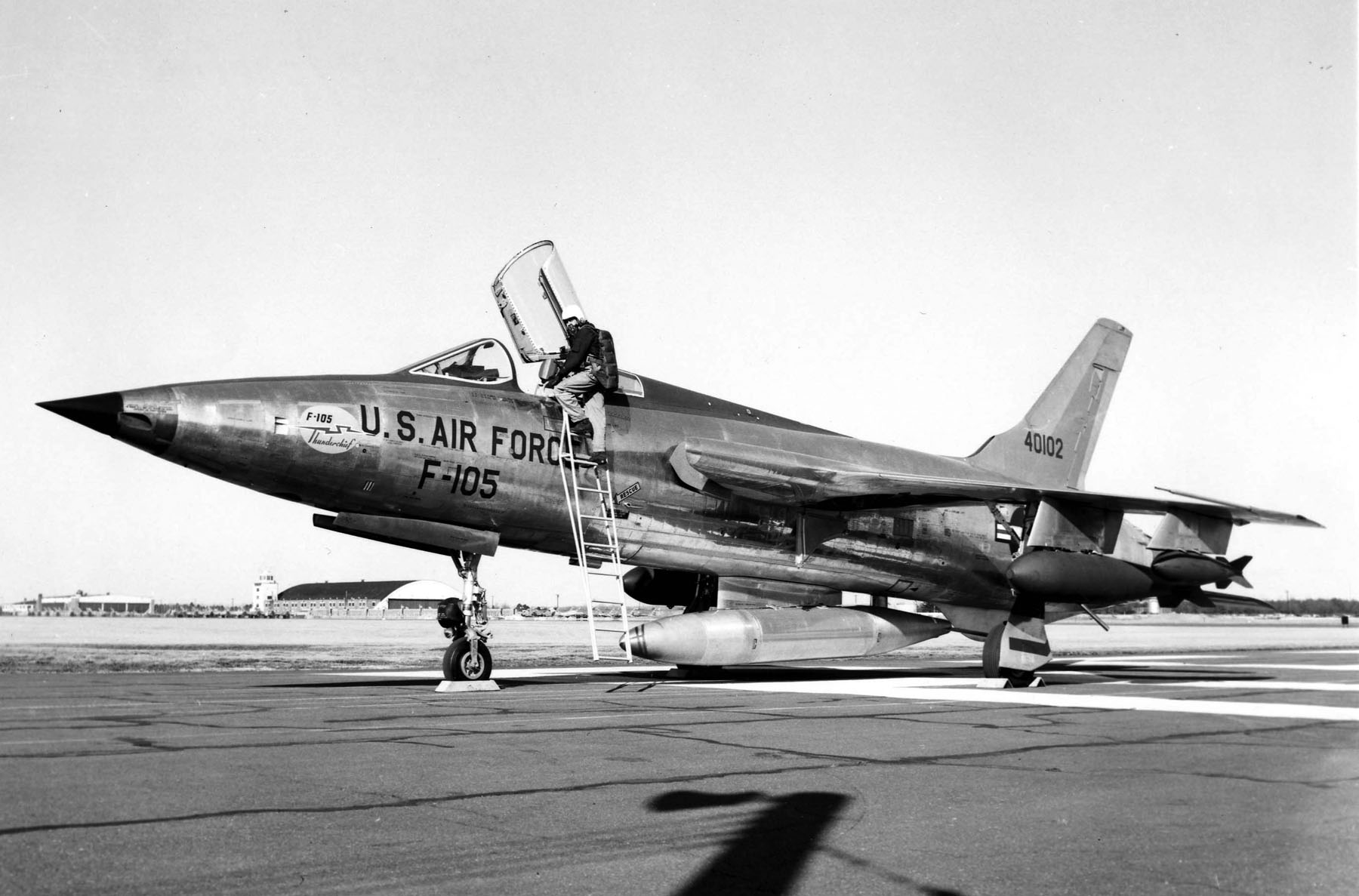
اف-۱۰۵بی

شرکت ریپابلیک اوییشن طراحی اف-۱۰۵ را به عنوان یک پروژهٔ داخلی و به عنوان جایگزین آراف-۸۴اف ثاندرفلش آغاز کرد. سرپرست گروه طراحی الکساندر کارتولی بود. مکش‌های آن در ریشهٔ بال‌ها و دوربین‌ها در دماغه قرار داشت. برای طراحی این هواپیما تکیه بر هواپیماهای مافوق صوتی بود که دارای توانایی نفوذ در ارتفاع کم و حمل یک بمب هسته‌ای در درون هواپیما باشد. همچنین از دیگر ویژگی‌های طراحی آن داشتن موتور بزرگ و بال‌های نسبتاً کوچک بود که مقادیر زیادی مهمات در زیر آن‌ها بارگذاری می‌شد. این ویژگی سبب می‌شد که هواپیما در پرواز در ارتفاع پایین از ثبات برخوردار بوده و پسای کمتری در سرعت فراصوت داشته باشد. در این هواپیما ویژگی مانورپذیری در درجهُ دوم اهمیت قرار داشت.
در سپتامبر ۱۹۵۲ نیروی هوایی آمریکا با شرکت ریپابلیک اوییشن برای ساخت ۱۹۹ فروند از این هواپیما قرارداد بست، ولی تا مارس ۱۹۵۲ یعنی با نزدیک شدن به اواخر جنگ کره نیروی هوایی آمریکا سفارش خود را تا ۳۷ فروند شکاری بمب‌افکن و نه فروند شناسایی تاکتیکی کاهش داد. تا زمانی که ماک آپ اف-۱۰۵ در اکتبر ۱۹۵۳ ساخته شد. این هواپیما آن‌قدر بزرگ از کار درآمده بود که موتور توربوجت الیسن جی۷۱ که برای آن در نظر گرفته شده بود، کنار گذاشته شد و موتور نیرومندتر پرات اندویتنی جی۷۵ جایگزین آن گردید. تا اواخر سال ۱۹۵۳ کل برنامه به وسیلهٔ نیروی هوایی آمریکا به خاطر چندین بار دیرکرد و نامطمئن بودن این هواپیما کنسل شد، ولی با وجود این در تاریخ ۲۸ ژوئن ۱۹۵۴ نیروی هوایی رسماً پانزده فروند اف-۱۰۵ (دو فروند وای اف-۱۰۵ای، چهار فروند وای اف-۱۰۵بی، شش فروند اف-۱۰۵بی و سه فروند آراف-۱۰۵بی) سفارش داد.
نمونهٔ اوّلیه وای اف-۱۰۵ای در تاریخ ۲۲ اکتبر ۱۹۵۵ و دومین وای اف-۱۰۵ای در تاریخ ۲۸ ژانویه ۱۹۵۶ پرواز کرد. نخستین نمونهٔ اوّلیه در نخستین پرواز خود به سرعت ۱٫۲ ماخ دست یافت.
ترکیب مکش‌های رو به جلو که جریان هوا را در سرعت فراصوت به موتور تنظیم می‌کرد و موتور جی۷۵، نسخهٔ اف-۱۰۵بی را قادر ساخت که به سرعت ۲٫۱۵ ماخ دست یابد.

### تولید

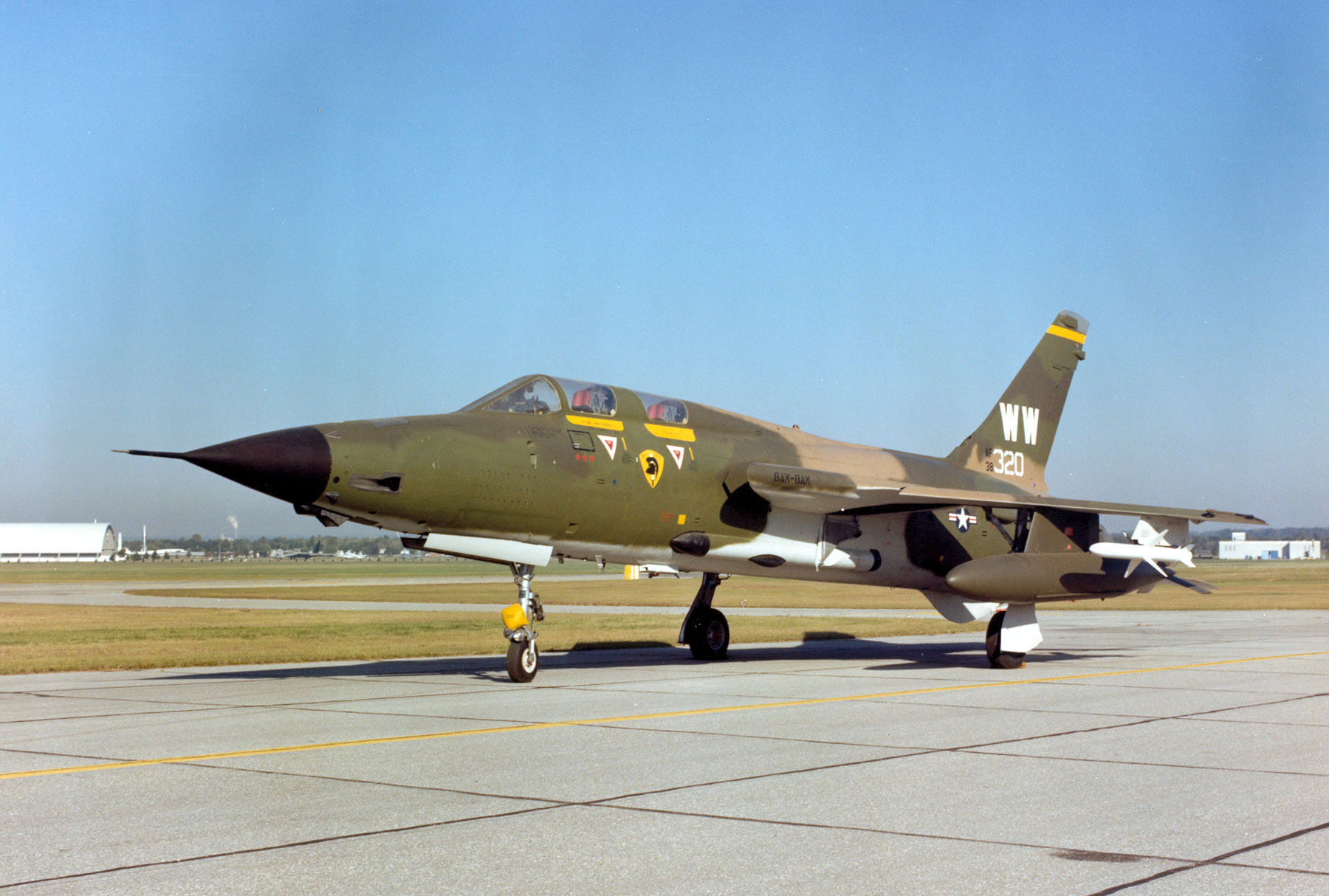
اف-۱۰۵جی در موزهٔ نیروی هوایی آمریکا

در مارس ۱۹۵۶ نیروی هوایی آمریکا شصت و پنج فروند اف-۱۰۵بی و هفده فروند آراف-۱۰۵بی سفارش داد. برای انجام مأموریت‌های هسته‌ای سیستم کنترل آتش ام ای-۸، رادار ای ان/ای پی جی-۳۱ و سیستم کی-۱۹ برای بمباران در این هواپیما نصب شد. نخستین نمونهٔ اوّلیه وای اف-۱۰۵بی در تاریخ ۲۶ مه ۱۹۵۶ به پرواز درآمد. پنج فروند اف-۱۰۵سی آموزشی نیز در ژوئن ۱۹۵۶ به برنامهٔ تولید افزوده شد که در سال ۱۹۵۷ کنسل گردید. برنامهٔ تولید نوع آراف-۱۰۵ شناسایی نیز در ژوئن ۱۹۵۶ کنسل شد. در تاریخ ۲۷ مه ۱۹۵۷ برای نخستین‌بار نیروی هوایی آمریکا تولید اف-۱۰۵بی را پذیرفت. در ژوئن ۱۹۵۷ شرکت ریپابلیک اوییشن درخواست کرد که مانند نام دیگر هواپیماهایش که در آن واژهٔ ثاندر به کار رفته (پی-۴۷ تاندربولت، اف-۸۴ تاندرجت، اف-۸۴اف ثاندرستریک) نام اف-۱۰۵ نیز ثاندرچیف گذاشته شود. نیروی هوایی آمریکا یک ماه بعد رسماً این نام را اعلام کرد.
برای انجام مأموریت در هرگونه آب‌وهوایی شرکت ریپابلیک ورژن اف-۱۰۵دی را در سال ۱۹۵۷ پیشنهاد کرد. در این هواپیما سیستم ناوبری پیشرفته‌تر و اتاقک خلبان با دید بیشتری برای انجام مأموریت در هوای بد ساخته شد. همچنین به این هواپیما توانایی حمل سلاح هسته‌ای تی ایکس-۴۳ نیز افزوده گردید. تولید نسخهٔ شناسایی آراف-۱۰۵ نیز دوباره از سر گرفته شد، امّا این بار بر پایهٔ اف-۱۰۵دی. نخستین پرواز مدل دی در تاریخ نهم ژوئن ۱۹۵۹ انجام شد. در نوامبر ۱۹۶۱ روند تولید این نسخه متوقف و تولید اف-۴ فانتوم ۲ نیروی دریایی و بعداً اف-۱۱۱ آردوارک آغاز شد.
آخرین ۱۴۳ فروند اف-۱۰۵ از نوع اف-۱۰۵اف آموزشی بودند. این نسخه بر اساس اف-۱۰۵دی ساخته شده بود و همان کارایی اف-۱۰۵دی را داشت و فقط ۷۹ سانتیمتر درازتر از اف-۱۰۵دی بود تا فضا برای اتاقک خلبان عقب فراهم شود. تا سال ۱۹۶۴ که روند تولید اف-۱۰۵ متوقف شد، ۸۳۳ فروند اف-۱۰۵ تولید شده بود. بهینه‌سازی‌هایی برای اطمینان‌بخشی بیشتر و گنجایش بیشتر سلاح بر روی اف-۱۰۵دی‌ها انجام شد. برای پاسخ به موشک‌های سام که تهدیدی در آسمان ویتنام به‌شمار می‌آمدند، چندین فروند اف-۱۰۵اف تبدیل به جنگندهُ وایلدویزل ضدرادار شدند که با بهینه‌سازی بیشتر تبدیل به اف-۱۰۵جی گردیدند.

## طراحی

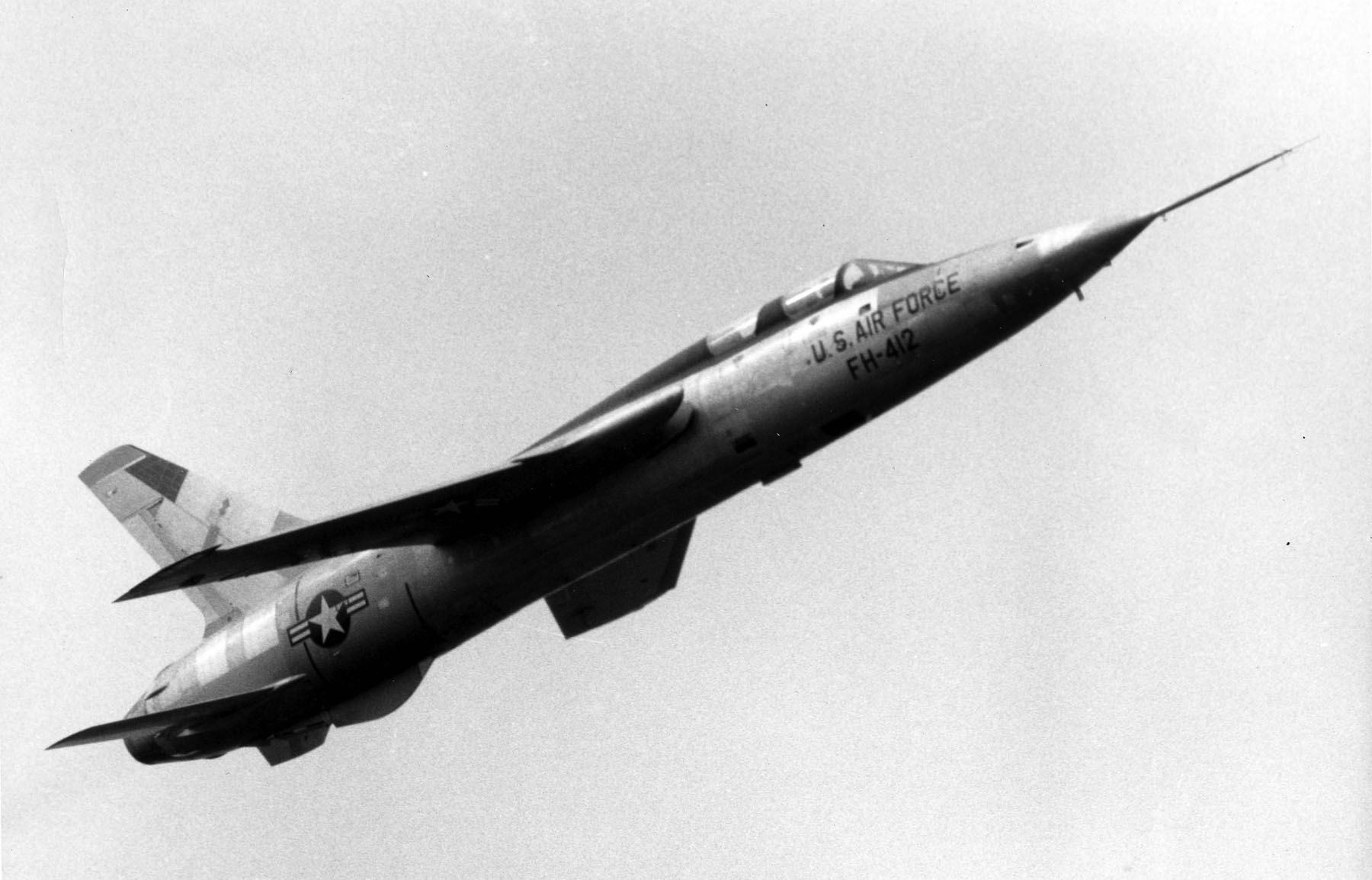
اف-۱۰۵اف

### کلیات
اف-۱۰۵ دارای بال‌هایی با زاویهٔ چهل و پنج درجه بود و تنها موتور آن به‌وسیلهٔ دو مکش که در ریشهٔ بال قرار داشت، تغذیه می‌شد. رادار آن در دماغه قرار داشت. بدنهٔ آن گنجایش ۴۴۸۰ لیتر سوخت را داشت. همچنین محفظهٔ بمب نیز در بدنه قرار داشت. اندازهٔ محفظه بمب ۴٫۸۳ متر ۰٫۸۱ در ۰٫۸۱ متر بود. این محفظه در اصل برای حمل یک بمب هسته‌ای در نظر گرفته شده بود، ولی معمولاً برای حمل یک تانک سوخت یدکی که گنجایش ۱۳۰۰ لیتر سوخت را داشت، به کار می‌رفت. یک دستگاه تیربار بیست میلی‌متری ام۶۱ ولکان در قسمت چپ دماغه قرار دارد. زیر هر یک از بال‌ها یک فروند موشک کوتاه برد ایم-۹ سایدوایندر نصب می‌شد.
اف-۱۰۵ در درجهٔ اوّل برای انجام عملیات در ارتفاع پایین طراحی شده بود و سرعت بالای آن در ارتفاع پایین هنگام مواجهه با جنگنده‌هایی مانند میگ-۱۷/جی-۵ و میگ-۲۱ مهم‌ترین نقطهٔ قوت آن بود. اف-۱۰۵دی با صندلی پرتاب شونده بهتر، مهمات بیشتر و سیستم ضد جنگ الکترونیک در زیر بال‌ها بهینه‌سازی شده است.

### ویژگی‌های پروازی

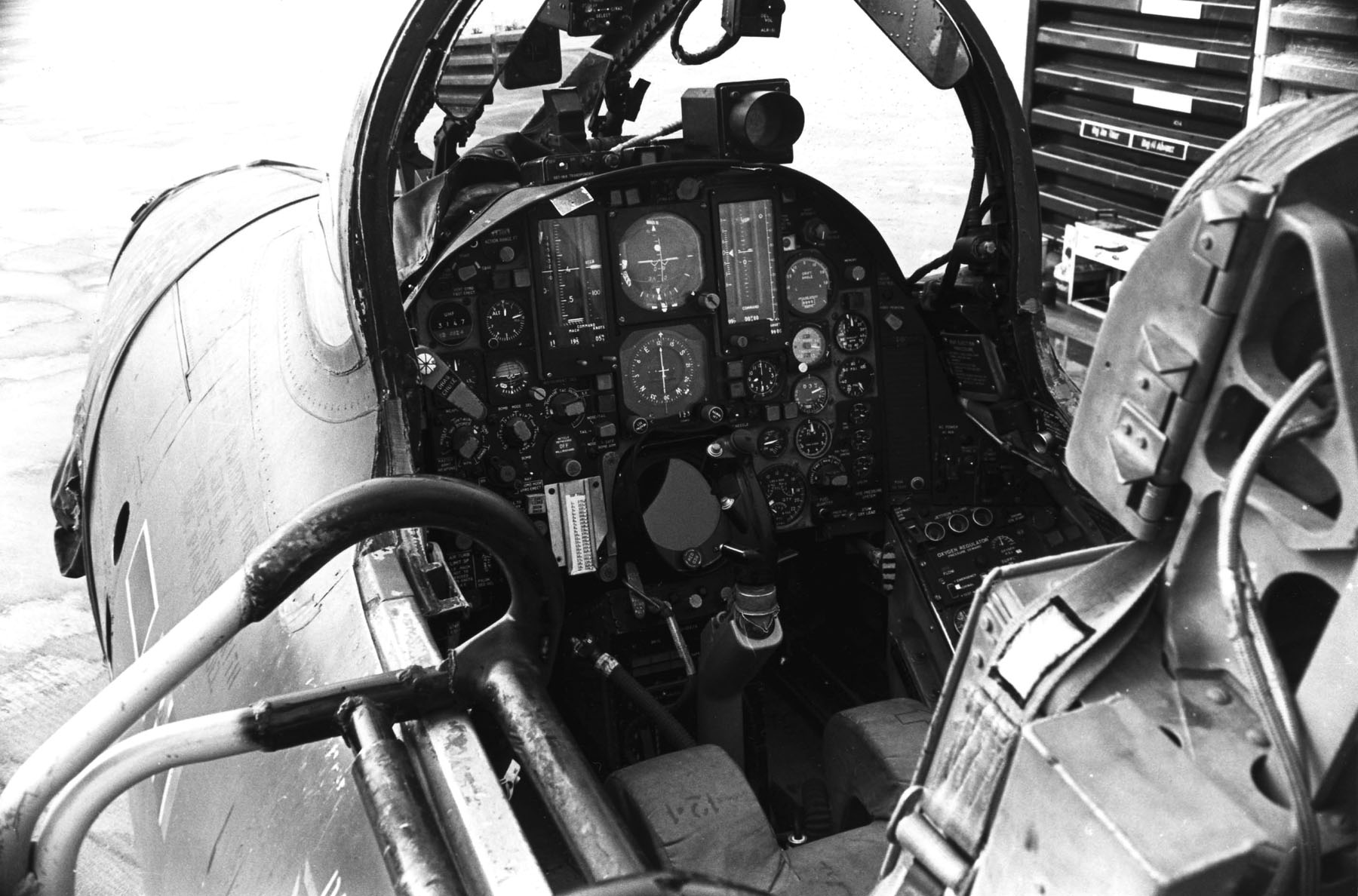
اتاقک خلبان اف-۱۰۵دی

خلبان پیشین اف-۸۶ سیبر، جری نوئل هابلیت، هنگامی که برای نخستین‌بار اف-۱۰۵ را دید، از بزرگی آن وحشت زده شد. دست او حتی با بالا پریدن هم به لبهٔ مکش هواپیما نمی‌رسید. اف-۱۰۵ اتاقک خلبان جاداری داشت که دارای دید خوبی به بیرون بود. یادگیری و کار کردن با سیستم‌های الکترونیکی پیشرفتهٔ آن آسان بود. برخاست و فرود با سرعت ۳۷۰ کیلومتر در ساعت انجام می‌شد. واکنش اوّلیهٔ جامعهٔ خلبانان جنگنده به این هواپیما چندان مشتاقانه نبود، ولی جنبهٔ مثبت اف-۱۰۵ مانند کنترل‌ها، کارایی بالای آن در سرعت بالا و ارتفاع کم و ابزار الکترونیکی آن برخی از خلبانان را به خود جلب کرد.

### تغییرات ویژه
اتاقک خلبان عقب چند فروند اف-۱۰۵اف دو سرنشینه زیر عنوان پروژهٔ کماندونیل تغییر کرده و مجهز به رادار-۱۴ای شد. این هواپیما برای همهٔ شرایط آب‌وهوایی و حملهٔ شبانه در ارتفاع پایین به اهداف خطرناک بهینه‌سازی شد. برخی از این هواپیماها با استانداردهای وایلدویزل ۳ هماهنگ شد. زیر عنوان پروژهٔ کامبت مارتین برای جلوگیری از حملهٔ میگ‌ها چندین فروند اف-۱۰۵اف مجهز به سیستم اختلال رادیویی از نوع کیوآرسی-۱۲۸ شدند.

## بازنشستگی
در اکتبر ۱۹۷۰ آخرین واحد اف-۱۰۵دی بازنشسته شد. اف-۱۰۵جی وایلدویزل تا پایان جنگ ویتنام به خدمت ادامه داد و به‌تدریج جای خود را به اف-۴جی وایلدویزل ۴ داد. نیمی از ۸۳۳ فروند اف-۱۰۵ تولید شده در جنگ ویتنام سرنگون شد. باقی‌ماندهٔ آن‌ها در سال ۱۹۷۳ به رزرو نیروی هوایی و واحدهای گارد ملی منتقل شد. تا اواخر دههٔ ۱۹۷۰ تعمیر و نگهداری این هواپیما به دلیل کهنگی مشکل شده بود. آخرین اف-۱۰۵جی در تاریخ ۲۵ مه ۱۹۸۳ بازنشسته شد. آخرین پرواز اف-۱۰۵ در تاریخ ۲۵ فوریهٔ ۱۹۸۴ بود.